# Gustavo Moscoso
Gustavo Moscoso (10 de agosto de 1955) é um ex-futebolista chileno. Ele competiu na Copa do Mundo FIFA de 1982, sediada na Espanha.